# Janko Tipsarević
Janko Tipsarević (srbsky Јанко Типсаревић; narozen 22. června 1984 Bělehrad, Jugoslávie) je srbský tenisový trenér a bývalý profesionální tenista. Ve své kariéře na okruhu ATP Tour vyhrál čtyři turnaje ve dvouhře v Kuala Lumpuru 2011, na Kremlin Cupu 2011 a ve Stuttgartu 2012. K nim přidal jedno vítězství ve čtyřhře. Sedmkrát odešel jako poražený singlový finalista. Na challengerech ATP získal deset singlových titulů a v rámci okruhu ITF si připsal tři výhry ve dvouhře.
Na žebříčku ATP byl nejvýše ve dvouhře klasifikován v dubnu 2012 na 8. místě a ve čtyřhře pak v dubnu 2011 na 46. místě. Od roku 2009 byli jeho trenéry Dirk Hordorff a Rainer Schüttler.
Triumfoval na juniorce dvouhry Australian Open 2001. V roce 2009 zvítězil spolu s krajany Viktorem Troickim a Nenadem Zimonjićem na düsseldorfském Světovém poháru družstev a v sezóně 2010 byl členem vítězného srbského týmu v Davis Cupu. Druhý titul ze Světového poháru družstev přidal v roce 2012. V srbském družstvu debutoval v roce 2000 a k březnu 2012 v něm odehrál 53 zápasů s bilancí 31–12 ve dvouhře a 7–3 ve čtyřhře. Srbsko také reprezentoval na Letních olympijských hrách 2008 v Pekingu, kde ve dvouhře nejdříve porazil nasazenou pětku Španěla Davida Ferrera, ale ve druhé fázi nestačil na Belgičana Oliviera Rochuse.
V kariéře porazil jednu úřadující světovou jedničku ve dvouhře, a to krajana Novaka Djokoviće. Ve třetím kole dvouhry na Australian Open 2008 odehrál pětisetovou bitvu se světovou jedničkou Rogerem Federerem, ze které odešel poražen po setech 7–6, 6–7, 7–5, 1–6 a 8–10. Na grandslamu se nejdále probojoval do čtvrtfinále na US Open 2011, kde ve čtyřech sadách nestačil na pozdějšího vítěze Djokoviće. Do stejného kola se probojoval i v roce 2012.
V roce 2014 podstoupil operaci nohy, kvůli nezhoubnému nádoru, a celý rok nehrál.
Sportovní kariéru ukončil v roce 2019.

## Soukromý život
Po střední škole studoval obor sportovní management na Bělehradské univerzitě, který absolvoval v roce 2006. V roce 2007 začal jeho partnerský vztah s Biljanou Šeševićovou (srbsky Биљана Шешевић), se kterou se oženil 4. července 2010. Má mladšího bratra Veljka (srbsky Вељко).

## Ocenění
2002
- Nejlepší mužský tenista Jugoslávie

2003
- Nejlepší mužský tenista Jugoslávie

2004
- Nejlepší mužský tenista Srbska a Černé Hory

## Finále na turnajích ATP World Tour
| Legenda (před/od 2009)                                              |
| D – dvouhra; Č – čtyřhra                                            |
| Grand Slam (0–0)                                                    |
| Tennis Masters Cup / ATP World Tour Finals (0–0)                    |
| ATP Masters Series / ATP World Tour Masters 1000 (0–1 Č)            |
| ATP International Series Gold / ATP World Tour 500 series (0–0)     |
| ATP International Series / ATP World Tour 250 series (3–7 D; 1–2 Č) |

### Dvouhra: 11 (4–7)
| Stav      | Č. | Datum             | Turnaj           | Povrch    | Soupeř ve finále      | Výsledek             |
| --------- | -- | ----------------- | ---------------- | --------- | --------------------- | -------------------- |
| Finalista | 1. | 25. října 2009    | Moskva           | tvrdý (h) | Michail Južnyj        | 7–65, 0–6, 4–6       |
| Finalista | 2. | 19. června 2010   | 's-Hertogenbosch | tráva     | Serhij Stachovskyj    | 3–6, 0–6             |
| Finalista | 3. | 27. února 2011    | Delray Beach     | tvrdý     | Juan Martín del Potro | 4–6, 4–6             |
| Finalista | 4. | 18. června 2011   | Eastbourne       | tráva     | Andreas Seppi         | 6–75, 6–3, 3–5 skreč |
| Vítěz     | 1. | 2. října 2011     | Kuala Lumpur     | tvrdý (h) | Marcos Baghdatis      | 6–4, 7–5             |
| Vítěz     | 2. | 23. října 2011    | Moskva           | tvrdý (h) | Viktor Troicki        | 6–4, 6–2             |
| Finalista | 5. | 30. října 2011    | Petrohrad        | tvrdý (h) | Marin Čilić           | 3–6, 6–3, 2–6        |
| Finalista | 6. | 8. ledna 2012     | Čennaj           | tvrdý     | Milos Raonic          | 7–64, 6–74, 6–74     |
| Vítěz     | 3. | 15. července 2012 | Stuttgart        | antuka    | Juan Mónaco           | 6–4, 5–7, 6–3        |
| Finalista | 7. | 22. července 2012 | Gstaad           | antuka    | Thomaz Bellucci       | 7–6(8–6), 4–6, 2–6   |
| Vítěz     | 4. | 6. ledna 2013     | Čennaj           | tvrdý     | Roberto Bautista Agut | 3–6, 6–1, 6–3        |

### Čtyřhra: 4 (1–3)
| Stav      | Č. | Datum           | Turnaj | Povrch | Spoluhráč      | Soupeři ve finále                  | Výsledek       |
| --------- | -- | --------------- | ------ | ------ | -------------- | ---------------------------------- | -------------- |
| Finalista | 1. | 10. ledna 2010  | Čennaj | tvrdý  | Lu Jan-sun     | Marcel Granollers Santiago Ventura | 5–7, 2–6       |
| Finalista | 2. | 24. října 2010  | Moskva | tvrdý  | Viktor Troicki | Igor Kunicyn Dmitrij Tursunov      | 6–7(8–10), 3–6 |
| Vítěz     | 1. | 8. ledna 2012   | Čennaj | tvrdý  | Leander Paes   | Jonatan Erlich Andy Ram            | 6–4, 6–4       |
| Finalista | 3. | 20. května 2012 | Řím    | antuka | Łukasz Kubot   | Marcel Granollers Marc López       | 3–6, 2–6       |

## Finále soutěží družstev: 2 (2–0)
| Stav  | Č. | Datum                | Soutěž                                     | Povrch    | Spoluhráči                                   | Soupeři                                                             | Výsledek |
| ----- | -- | -------------------- | ------------------------------------------ | --------- | -------------------------------------------- | ------------------------------------------------------------------- | -------- |
| Vítěz | 1. | 23. května 2009      | Světový pohár družstev Düsseldorf, Německo | antuka    | Viktor Troicki Nenad Zimonjić                | Rainer Schüttler Philipp Kohlschreiber Nicolas Kiefer Mischa Zverev | 2–1      |
| Vítěz | 2. | 3.–5. prosince, 2010 | Davis Cup Bělehrad, Srbsko                 | tvrdý (h) | Novak Djoković Viktor Troicki Nenad Zimonjić | Gaël Monfils Michaël Llodra Arnaud Clément Gilles Simon             | 3–2      |
| Vítěz | 3. | 21. května 2012      | Světový pohár družstev Düsseldorf, Německo | antuka    | Viktor Troicki Nenad Zimonjić Miki Janković  | Tomáš Berdych Radek Štěpánek František Čermák                       | 3–0      |

## Postavení na žebříčku ATP na konci sezóny

### Dvouhra
| Rok    | 2000  | 2001   | 2002   | 2003   | 2004   | 2005   | 2006  | 2007  | 2008  | 2009  | 2010  | 2011 | 2012 | 2013  | 2014 |
| Pořadí | 1082. | ▲ 636. | ▲ 203. | ▲ 141. | ▲ 116. | ▼ 138. | ▲ 65. | ▲ 52. | ▲ 49. | ▲ 38. | ▼ 49. | ▲ 9. | 9.   | ▼ 36. | ▼ -  |

### Čtyřhra
| Rok    | 2002 | 2003   | 2004   | 2005   | 2006   | 2007   | 2008   | 2009   |
| Pořadí | 527. | ▲ 370. | ▲ 240. | ▼ 313. | ▲ 207. | ▼ 463. | ▲ 125. | ▼ 193. |